# Палома (ураган)
Ураган Палома — 17-й тропический циклон и девятый ураган сезона ураганов 2008 года в Атлантическом океане.
Циклон зародился у берегов Никарагуа и Гондураса 5 ноября 2008 года. 8 ноября циклон усилился до 4 категории по шкале Саффира — Симпсона вблизи Каймановых островов. 9 ноября он достиг Кубы в районе города Санта-Крус-дель-Сур, потеряв на тот момент силу до 2 категории. В восьми провинциях было объявлено штормовое предупреждение, отменены автобусные рейсы, задействованы превентивные меры для уменьшения убытков, в частности были эвакуированы 500 тысяч человек.
По итогам, на Каймановых островах и Кубе были разрушены сотни домов, повреждены линии электропередач и телефонная связь. Общие убытки от урагана составили 15 млн долларов США на Каймановых островах и 300 млн долларов на Кубе.
В том же году Куба пострадала от разрушительных ураганов Густав и Айк: они нанесли острову ущерб, который оценивается в 9,4 млрд долларов США.